# Eaton Rapids
Eaton Rapids est une ville du comté d'Eaton dans l'État du Michigan aux États-Unis d'Amérique.
La ville se trouve dans le centre de l'état sur les bords de la Grande Rivière. Elle a été fondée par des colons en 1835.